# Fotballklubben Vidar
Il Fotballklubben Vidar è una società calcistica norvegese con sede nella città di Stavanger. Milita nella 3. divisjon, quarto livello del campionato norvegese.

## Storia
La società è stata fondata nel 1906.

## Allenatori
- 1906  Niels Severin Jæger e  Thomas Kvilhaug
- 1907  Christian Eik e  Thomas Kvilhaug
- 1908  Thomas Kvilhaug e  Jonas Waldeland
- 1909  Oscar Haglund e  Jonas Waldeland
- 1910  Frantz Nauman
- 1911  Einar Brodahl
- 1912  Alf Svendsen
- 1913  Hagbard Rullestad
- 1914  Thoralf Pedersen
- 1915-1916  Fredrik Fuglestad
- 1917  Ths. Njaa
- 1918  Wilhelm Nessler e  Leif Jensen
- 1919  Ths. Njaa
- 1920  Gustav Natvig Pedersen e  L. Sirevaag
- 1921  Gustav Natvig Pedersen
- 1922  Gustav Natvig Pedersen e  Egil Houen
- 1923  Bjørn Bjørnsen
- 1924  Leif Njaa
- 1925  Einar Børresen
- 1926  Magnus Hauge
- 1927  Thor Lange
- 1928  Olaf Hoel
- 1929  Leif Johannessen
- 1930  Leif Johannessen e  Ths. Njaa
- 1931-1933  Ths. Njaa
- 1934  Martin Ramsland e  Sven Forgaard
- 1935  Johan Fosse
- 1936-1937  Egil Bøe
- 1936-1937  Egil Bøe
- 1938  Harry Løgevik e  Odd Lütherath
- 1939  Harry Løgevik
- 1940  Annullato
- 1941-1944  Club non attivo
- 1945-1946  Sverre Fredriksen
- 1947  Ole Bratteli e  Odd Lie
- 1948-1949  Paul Stangeland
- 1950-1951  Nessun allenatore
- 1952  Paul Stangeland e  Trygve Grødem
- 1953  Karl Beckmann e  Trygve Grødem
- 1954  Sigurd Thornes
- 1955  Dag Skjørestad
- 1956  Gunnar Steensland
- 1957  Ingvald Jensen
- 1957  Georg Monsen
- 1958  Lars G. Larsen
- 1959  Lars G. Larsen e  Georg Monsen
- 1960-1961  Lars G. Larsen e  Karl Beckmann
- 1962-1964  Karl Beckmann
- 1965  Paul Stangeland e  Asbjørn Lyster
- 1966-1967  Kjell Schou-Andreassen
- 1967  Asbjørn Lyster
- 1968-1970  Reidar Kvammen
- 1971-1972  Gustav Hult
- 1973  Dag Olsen
- 1974  Kjell Schou-Andreassen e  Dag Olsen
- 1975  Egil Ravn
- 1976-1978  Hans Edgar Paulsen
- 1979  Arne Johan Blix
- 1980-1981  Dag Olsen e  Arne Johan Blix
- 1982  Gustav Hult
- 1983  Dag Olsen,  Arne Johan Blix e  Trygve Johannessen
- 1984-1985  Tony Knapp
- 1985-1986  Dag Olsen e  Arne Johan Blix
- 1987-1988  Geir Lunde
- 1988-1989  Mike Speight
- 1990  Tonning Hammer
- 1991  Kjell Inge Olsen
- 1992  Dag Olsen
- 1993-1994  Frode Brandeggen
- 1995-1996  Kjell-Inge Bråtveit
- 1997-2000  Kjell Inge Olsen
- 2001  Gaute Johannessen
- 2002  Mike McCabe
- 2003-2004  Geir Aage Brandeggen
- 2005-2006  Kjetil Johannessen
- 2007-oggi  Gaute Johannessen

## Palmarès

### Altri piazzamenti
- 2. divisjon:

Secondo posto: 2000 (gruppo 4)

## Statistiche e record

### Statistiche individuali
| Record di presenze - 510 Egil Klinkenberg - 500 Jan Fjetland - 409 Geir Lunde - 369 Kjetil Johannessen - 355 Gaute Johannessen - 344 Bjørn Eltervåg - 325 Egil Fjetland - 324 Ingvald W. Jensen - 314 Odd Egil Auran - 302 Frode Hansen | Record di reti - 289 Jan Fjetland - 124 Trygve Johannessen - 113 Egil Fjetland - 112 Geir Aage Brandeggen - 95 Paul Stangeland - 90 Ingvald W. Jensen - 87 Even Klinkenberg - 73 Frode Pettersson - 72 Kjetil Johannessen - 65 Stian Auklend |

## Organico

### Rosa 2016
| N. |                     | Ruolo | Calciatore               |
| -- | ------------------- | ----- | ------------------------ |
| 1  | Norvegia (bandiera) | P     | Bjarte Egeland           |
| 2  | Norvegia (bandiera) | C     | Sigve Kleppa Christensen |
| 3  | Norvegia (bandiera) | C     | Andreas Haukland Westly  |
| 4  | Norvegia (bandiera) | D     | Petter Larsen Stolsmo    |
| 5  | Norvegia (bandiera) | D     | Emil Randulff            |
| 6  | Norvegia (bandiera) | C     | Ingvald Halgunset        |
| 7  | Norvegia (bandiera) | D     | Eden Zormah              |
| 8  | Norvegia (bandiera) | C     | Sander Flåte             |
| 9  | Norvegia (bandiera) | A     | Eirik Jakobsen           |
| 10 | Norvegia (bandiera) | C     | Martin Håland            |
| 11 | Norvegia (bandiera) | D     | Vegard Skjørestad        |

| N. |                     | Ruolo | Calciatore              |
| -- | ------------------- | ----- | ----------------------- |
| 12 | Norvegia (bandiera) | P     | Eivind Meling           |
| 13 | Norvegia (bandiera) | D     | Daniel Berntsen         |
| 14 | Norvegia (bandiera) | C     | Carl-Henrik Refvik      |
| 15 | Norvegia (bandiera) | D     | Jon Christian Harestad  |
| 16 | Norvegia (bandiera) | C     | Per Eik Forgaard        |
| 17 | Norvegia (bandiera) | A     | Eirik Kampenes          |
| 18 | Fær Øer (bandiera)  | D     | Rógvi Baldvinsson       |
| 19 | Norvegia (bandiera) | A     | Kristian Tande Klepaker |
| 21 | Norvegia (bandiera) | C     | Drilon Turkaj           |
| 23 | Norvegia (bandiera) | D     | Kristian Høvring        |

### Staff tecnico
- Gaute Ereik Johannessen - Allenatore
- Kjell Petter Schou Andreassen - Assistente
- Erik Tangen - Assistente
- Ove Torsteinsbø - Fisioterapista